# Naho Emoto
Pour les articles homonymes, voir Emoto.
Naho Emoto (江本奈穂, Emoto Naho) (Kyoto, 25 août 1985 - ) est une joueuse de softball japonaise. 

## Carrière
Naho Emoto fait partie de l'équipe du Japon de softball participant aux Jeux olympiques d'été de 2008. Les Nippones y remportent la médaille d'or devançant les États-Unis et l'Australie.